# Jundiaí do Sul
Jundiaí do Sul is een gemeente in de Braziliaanse deelstaat Paraná. De gemeente telt 3.777 inwoners (schatting 2009).

## Aangrenzende gemeenten
De gemeente grenst aan Abatiá, Conselheiro Mairinck, Guapirama, Ibaiti, Japira, Ribeirão do Pinhal en Santo Antônio da Platina.